# Air Guinea
Air Guinea fue una aerolínea de carga con base en Malabo, Guinea Ecuatorial. Su principal base de operaciones fue el Aeropuerto Internacional de Malabo. La aerolínea se encontraba en la lista negra de compañías aéreas de la Unión Europea.

## Flota
La flota de Air Guinea incluyó los siguientes aviones, arrendados a Guinea Ecuatorial Airlines:
| Aeronaves      | Total | Introducido | Retirado | Matrículas |
| -------------- | ----- | ----------- | -------- | ---------- |
| Boeing 727-100 | 1     | 2005        | 2005     | 3C-LQC     |
| Boeing 737-200 | 1     | 2004        | 2005     | 3C-LQA     |